# Tool (Teksas)
Tool – miasto w Stanach Zjednoczonych, w stanie Teksas, w hrabstwie Henderson.